# تاويشه (سقز)
قرية تاويشه (بالكردية: تاویشە) هي إحدى القرى التابعة لـذو الفقار في ريف قسم سرشيو من مقاطعة سقز، في محافظة كردستان الإيرانية.

## السكان
حسب إحصاءات سنة 2006، بلغ إجمالي السكان في تاويشه 36 نسمة وعدد المساكن 6 مسكن. لغة سكان تاويشه هي اللغة الكردية و هم من أهل السنة والجماعة والمذهب الشافعي.